# Realms of Darkness
Realms of Darkness es un videojuego de rol desarrollado por Strategic Simulations y lanzado en 1986. Fue desarrollado para Apple II y Commodore 64.

## Trama
El objetivo del juego es completar siete misiones diferentes. Hay más de 30 niveles de mazmorras para explorar y varias ciudades, tiendas y áreas silvestres.

## Recepción
SSI vendió 9.022 copias de Realms of Darkness en América del Norte. Computer Gaming World calificó el juego como "de interés moderado" y describió sus gráficos, misiones y acertijos como mediocres, pero afirmó que el juego podría ser adecuado para un principiante en juegos de rol de computadora. Compute! llamó a Realms of Darkness "un producto bien planeado con varias características interesantes que no se implementaron previamente en un juego de fantasía. La mayoría de los jugadores de fantasía querrán echarle un vistazo". El juego fue revisado en 1987 en Dragon #122 por Patricia Lesser en la columna "El papel de las computadoras". Lesser sintió que el juego "combina la emoción y el peligro de un juego de rol de fantasía basado en menús con la flexibilidad y los requisitos que invitan a la reflexión de un juego de aventuras de texto". El juego fue revisado en Dragon #124, donde los críticos afirmaron que " Realms of Darkness es divertido (a pesar de los gráficos mediocres), y te sumergirás en sus secretos durante muchas, muchas horas".